# اوترگم
اوترگم (به لاتین: Ottergem) یک منطقهٔ مسکونی در بلژیک است که در ارپ-مر واقع شده‌است. اوترگم ۱٫۵۵ کیلومتر مربع مساحت و ۵۰۰ نفر جمعیت دارد و ۰ متر بالاتر از سطح دریا واقع شده‌است.